# Erika Wagner
Erika Wagner nació en Caracas, Venezuela, el 25 de noviembre de 1937. Fue antropóloga y arqueóloga venezolana, formada en la Universidad de Yale, Estados Unidos, donde obtuvo un doctorado en Arqueología.

## Biografía
Sus padres de origen alemán, se conocieron en Caracas en la década de 1930. Su madre Ingeborg Rengel de Wagner, nació en Stuttgart y su padre, Albert Konrad Wagner Koppelt, en Dresde.
Wagner vivió gran parte de su niñez en Venezuela, pero en 1942, en plena Segunda Guerra Mundial, se embarcó junto a su familia, en un barco argentino denominado Cabo de Hornos, zarpando desde Puerto Cabello rumbo a Alemania. Una vez radicada en Alemania cursó allí sus estudios primarios. En 1948, regresó a Venezuela residenciándose en Caracas.
Estudió la primaria en el Colegio Santa María, cuya Directora fue Lola Rodríguez de Fuenmayor, quién más tarde fundaría la Universidad Santa María (USM). Después de terminar sus estudios primarios ingresa al Liceo Andrés Bello para estudiar la secundaria graduándose en 1956 de bachiller en Filosofía y Letras. 
Sus estudios superiores los realizó en la Universidad Central de Venezuela (UCV), donde cursó la carrera de Antropología. Entre sus profesores destacan: Miguel Acosta Saignes (1908-1989), José María Cruxent (1911-2005),  Walter Dupoy (enlace roto disponible en Internet Archive; véase el historial, la primera versión y la última). (1906-1978), Martha Hildebrandt, George W. Hills (enlace roto disponible en Internet Archive; véase el historial, la primera versión y la última)., José Agustín Silva Michelena (enlace roto disponible en Internet Archive; véase el historial, la primera versión y la última). (1934-1986), entre otros.
En 1960 se graduó en la especialidad de Arqueología recibiendo su título de manos del Rector Francisco De Venanzi, convirtiéndose en el primer antropólogo egresado de una universidad venezolana.
En el año de 1960, recibió una beca por parte del Instituto Venezolano de Investigaciones Científicas (IVIC) fundado por Marcel Roche (1920-2003) en 1959, para realizar sus estudios de postgrado en la Universidad de Yale, Estados Unidos. Culminó en 1965 su Ph.D en Antropología, convirtiéndose en la primera mujer en obtener un Doctorado en este campo en Venezuela.
Al regresar a Venezuela se incorpora a trabajar como investigadora en el Departamento de Antropología del IVIC, al lado de su fundador José María Cruxent (1911-2005).
En 1965 Erika Wagner se casó con Carlos Schubert Paetow (enlace roto disponible en Internet Archive; véase el historial, la primera versión y la última).,científico venezolano nacido el 9 de octubre de 1938 en Hamburgo, Alemania, y fallecido en Caracas el 22 de julio de 1994. 
La tesis doctoral titulada “La prehistoria y etnohistoria de Carache”, fue realizada en los Andes venezolanos, en la región de Carache. A través de su trabajo estableció los detalles de la cronología del área de Carache y sus alrededores, y sus conexiones con áreas vecinas, Centroamérica, los Andes y con la región Lara-Falcón, convirtiéndose en su primer trabajo publicado por la Universidad de Yale, en su serie antropológica.
Su tutor de tesis doctoral fue el Dr. Irving Rouse (enlace roto disponible en Internet Archive; véase el historial, la primera versión y la última). de la Universidad de Yale, quien junto a José María Cruxent, lograron en la década de los años 50 el clásico libro Arqueología Cronológica de Venezuela (1958). Esta obra que abarca desde los comienzos de la prehistoria de Venezuela hasta la colonia, consistente en unidades geográficas y períodos relativos, fue un logro inestimable.
Wagner pudo articular en sus trabajos científicos la arqueología con la etnohistoria e incorporar conceptos de la ecología cultural. Sus investigaciones cubrieron diferentes áreas del territorio venezolano, a saber: zona de Carache, Mucuchíes, Timotes, El Jobal; Cuenca del Lago de Maracaibo, Lagunillas-Zulia, Sierra de Perijá. Igualmente hizo trabajos en el Estado Sucre, Amazonas y Yaracuy, los cuales han servido de marco de referencia para trabajos posteriores
Desde su ingreso al IVIC, participó en diversos proyectos antropológicos y publicó más de cien trabajos divulgativos y académicos en su área.
Tal como lo señala la Dra. Alberta Zucchi “Su vida de trabajo, no se limitaron exclusivamente a la producción de conocimiento o a la propia consolidación como profesional en el campo a nivel nacional e internacional, sino a sentar las bases de una investigación antropológica de alto nivel en el país y contribuir sustancialmente a la consolidación de un naciente grupo de trabajo en esta área. Con ella se inició la profesionalización formal de la investigación arqueológica en Venezuela”.